# Andrijevica
Andrijevica (cyr. Андријевица) – miasto w Czarnogórze, siedziba gminy Andrijevica. W 2023 roku liczyło 3978 mieszkańców.